# Prinsessan Deokhye av Korea
Prinsessan Deokhye av Korea, född 25 maj 1912 i Changdeokpalatset i Seoul, död där 21 april 1989, var Koreas sista prinsessa. Hon var dotter till kung Gojong av Korea och hans bihustru, adelsdamen Bongnyeong. Hon gifte sig med den japanske greven Sō Takeyuki i maj 1931.

## Biografi

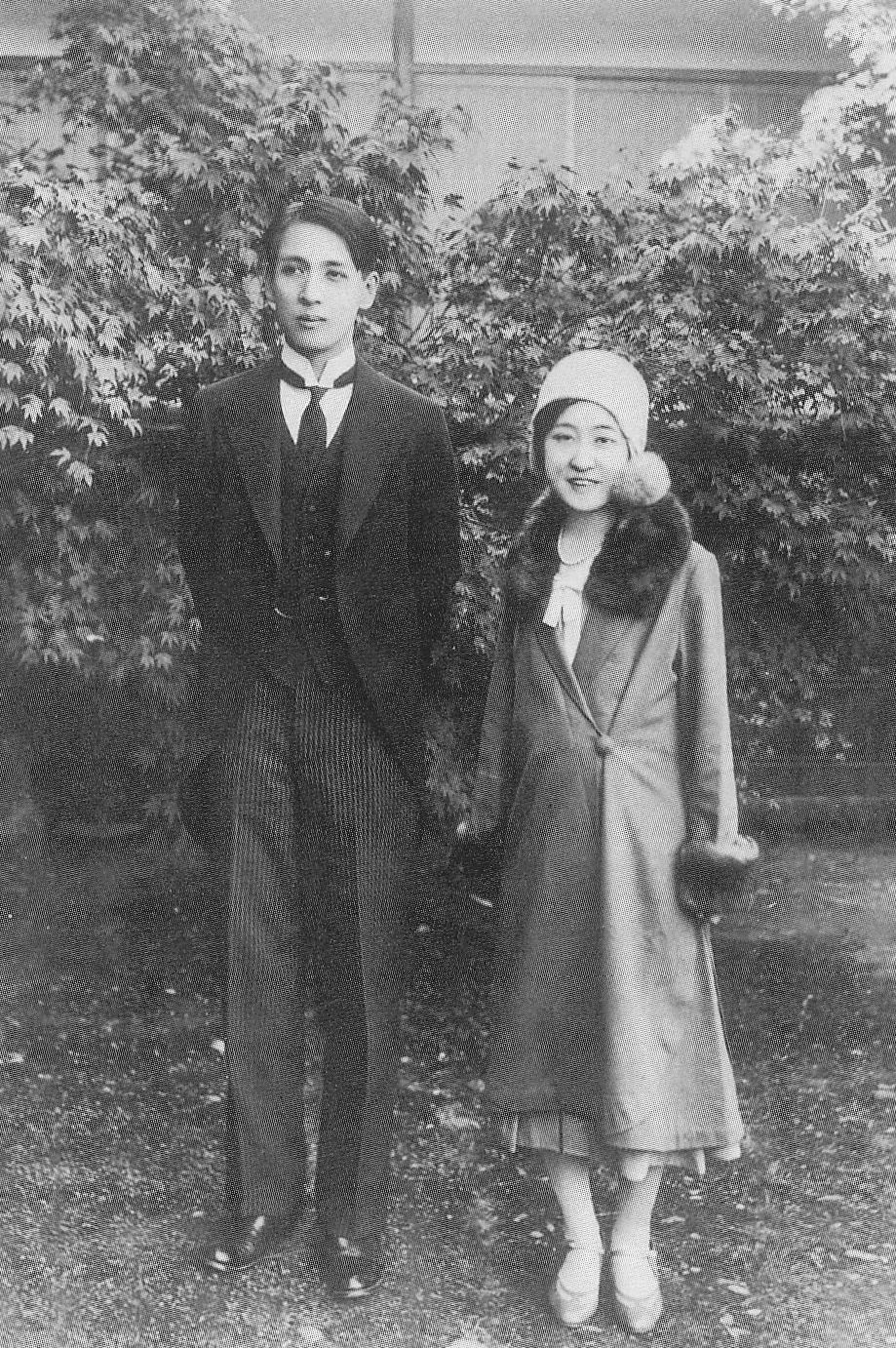
Prinsessan Deokhye av Korea och hennes japanske make greve Sō Takeyuki.

Deokhye registrerades officiellt som en medlem av kungahuset 1917. Hon var mycket omtyckt av sin far, som inrättade en skola för adliga flickor i Deoksupalatset, där hon fick gå. 1919 förlovades hon i hemlighet med Kim Jang-han, syskonbarn till en hovman. 1925 år fördes hon dock till Japan av den japanska ockupationsmakten under förevändning att studera. I Japan studerade hon liksom sina bröder vid adelsskolan Gakushuin. Deokhye beskrivs som tyst och isolerade sig ofta från andra människor på sina rum, glömde ibland att äta och dricka och visade sällan några känslor. Då hon 1926 fick meddelandet om sin fars död, isolerade hon sig helt tills hon fick tillstånd att tillfälligt resa hem till Korea för att närvara vid begravningen.  
Våren 1930 insjuknade hon i en psykisk sjukdom, manifesterad genom att hon gick i sömnen, och hon diagnostiserades med förtidig demens eller shizofreni. Hon flyttade då till sin bror i Kung Lee-palatset i Tokyo. År 1931 ska hennes tillstånd ha förbättrats. Hon gifte sig med den japanske greven Sō Takeyuki i maj 1931. Äktenskapet hade arrangerats 1930 av kejsarinnan Teimei. Hennes bror hade protesterat mot det och fått det uppskjutet på grund av hennes hälsa, men då hon syntes ha tillfrisknat, fick hon genast meddelande om att vigseln skulle äga rum. Hon fick en dotter, Masae (1932-1955). 1933 insjuknade hon återigen i psykisk sjukdom. Maken fick vårdnaden om dottern och Deokhye tillbringade många år på mentalsjukhus.  
Hon tog ut skilsmässa 1953. Hennes dotters självmord 1955 förvärrade ytterligare hennes hälsa. Deokhye återvände till Korea på inbjudan av den sydkoreanska regeringen 26 januari 1962. Enligt uppgift grät hon då hon anlände och kunde, trots sitt psykiska tillstånd, korrekt minnas alla hovceremonier. Hon levde sedan i Changdeokpalatset i Seoul med sin bror Euimin av Korea och kronprinsessan Yi Bangja, sin brorson prins Gu och dennes fru Julia Mullock samt sin hovdam, Byeon Bokdong. 